# Фил Хартман
Филип Едуард Хартман (на английски: Philip Edward Hartman) е канадско-американски актьор, комик, сценарист и графичен дизайнер. Той е роден в Брантфорд, Онтарио, Канада, но семейството му се мести в Съединените щати, когато той е на десет години. След като завършва Калифорнийския държавен университет в Нортридж, със степен по графични изкуства, Хартман проектира обложки на албуми за музикални групи. През 1975 г. се присъединява към комедийната група The Groundlings, където помага на Пол Рубенс да развие своя герой, Пий-Уий Хърман. Хартман е съавтор на филма „Голямото приключение на Пий-Уий“ и се появява постоянно като капитан Карл в шоуто на Рубенс „Театърът на Пий-Уий“.
През 1986 г. Хартман се присъединява към комедийното шоу на NBC Saturday Night Live (SNL) като член на актьорския състав и остава в продължение на осем сезона до 1994 г. Наречен „Лепило“ заради способността му да обединява състава на шоуто и да помага на други членове на актьорския състав, той печели награда Еми за работата си в SNL през 1989 г. През 1995 г. той играе ролята на Бил Макнийл, след което отказва да се върне в SNL. Той също така озвучава различни герои в „Семейство Симпсън“ и има второстепенни роли във филми.
След два развода Хартман се жени за трети път, за Брин Омдал през 1987 г., от която има две деца. Бракът им е проблемен поради употребата на наркотици и домашното насилие на Брин, както и честото отсъствие на Фил от дома. През 1998 г., докато Хартман спи в леглото си, съпругата му го застрелва и го убива, а по-късно се самоубива. През седмиците след убийството му, Хартман е почетен с много обич. Той е посмъртно въведен в Канадската и Холивудската алея на славата съответно през 2012 и 2014 г.